# Triatlon a 2016. évi nyári olimpiai játékokon
A 2016. évi nyári olimpiai játékokon triatlonban 2 versenyszámot rendeztek. A versenyszámokat augusztus 18. és 20. között rendezték.

## Éremtáblázat
| A 2016. évi nyári olimpiai játékok éremtáblázata triatlonban | A 2016. évi nyári olimpiai játékok éremtáblázata triatlonban | A 2016. évi nyári olimpiai játékok éremtáblázata triatlonban | A 2016. évi nyári olimpiai játékok éremtáblázata triatlonban | A 2016. évi nyári olimpiai játékok éremtáblázata triatlonban | Olimpia  |
| ------------------------------------------------------------ | ------------------------------------------------------------ | ------------------------------------------------------------ | ------------------------------------------------------------ | ------------------------------------------------------------ | -------- |
|                                                              | Ország                                                       | Arany                                                        | Ezüst                                                        | Bronz                                                        | Összesen |
| 1.                                                           | Nagy-Britannia (GBR)                                         | 1                                                            | 1                                                            | 1                                                            | 3        |
| 2.                                                           | Egyesült Államok (USA)                                       | 1                                                            | 0                                                            | 0                                                            | 1        |
|                                                              |                                                              |                                                              |                                                              |                                                              |          |
| 3.                                                           | Svájc (SUI)                                                  | 0                                                            | 1                                                            | 0                                                            | 1        |
|                                                              |                                                              |                                                              |                                                              |                                                              |          |
| 4.                                                           | Dél-afrikai Köztársaság (RSA)                                | 0                                                            | 0                                                            | 1                                                            | 1        |
|                                                              |                                                              |                                                              |                                                              |                                                              |          |
| Összesen                                                     | Összesen                                                     | 2                                                            | 2                                                            | 2                                                            | 6        |

## Érmesek
| A 2016. évi nyári olimpiai játékok érmesei triatlonban |                                          |                                          |                                                |
| Versenyszám                                            | Arany                                    | Ezüst                                    | Bronz                                          |
| Férfi egyéni                                           | Alistair Brownlee · Nagy-Britannia (GBR) | Jonathan Brownlee · Nagy-Britannia (GBR) | Henri Schoeman · Dél-afrikai Köztársaság (RSA) |
| Női egyéni                                             | Gwen Jorgensen · Egyesült Államok (USA)  | Nicola Spirig · Svájc (SUI)              | Vicky Holland · Nagy-Britannia (GBR)           |